# Echinoascotheca
Echinoascotheca är ett släkte av svampar. Echinoascotheca ingår i familjen Phaeotrichaceae, ordningen Pleosporales, klassen Dothideomycetes, divisionen sporsäcksvampar och riket svampar.
|                 | Trichodelitschia                               |
|                 |                                                |
|                 | Phaeotrichum                                   |
|                 |                                                |
| Echinoascotheca | \| \| Echinoascotheca duplooformis \| \| \| \| |
|                 | \| \| Echinoascotheca duplooformis \| \| \| \| |
|                 | Echinoascotheca duplooformis                   |
|                 |                                                |

|  | Echinoascotheca duplooformis |
|  |                              |